# Oxycnemis gustis
Oxycnemis gustis är en fjärilsart som beskrevs av Smith 1907. Oxycnemis gustis ingår i släktet Oxycnemis och familjen nattflyn. Inga underarter finns listade i Catalogue of Life.